# Селиванова, Наталья Николевна
Селиванова Наталья Николаевна (1943, Соболево, Камчатская область) — советская, русская писательница. Заслуженный работник культуры РСФСР (1983).

## Биография
Селиванова Наталья Николаевна родилась в 1943 года в селе Соболево Камчатской области, затем с родителями переехала в Петропавловск-Камчатский.

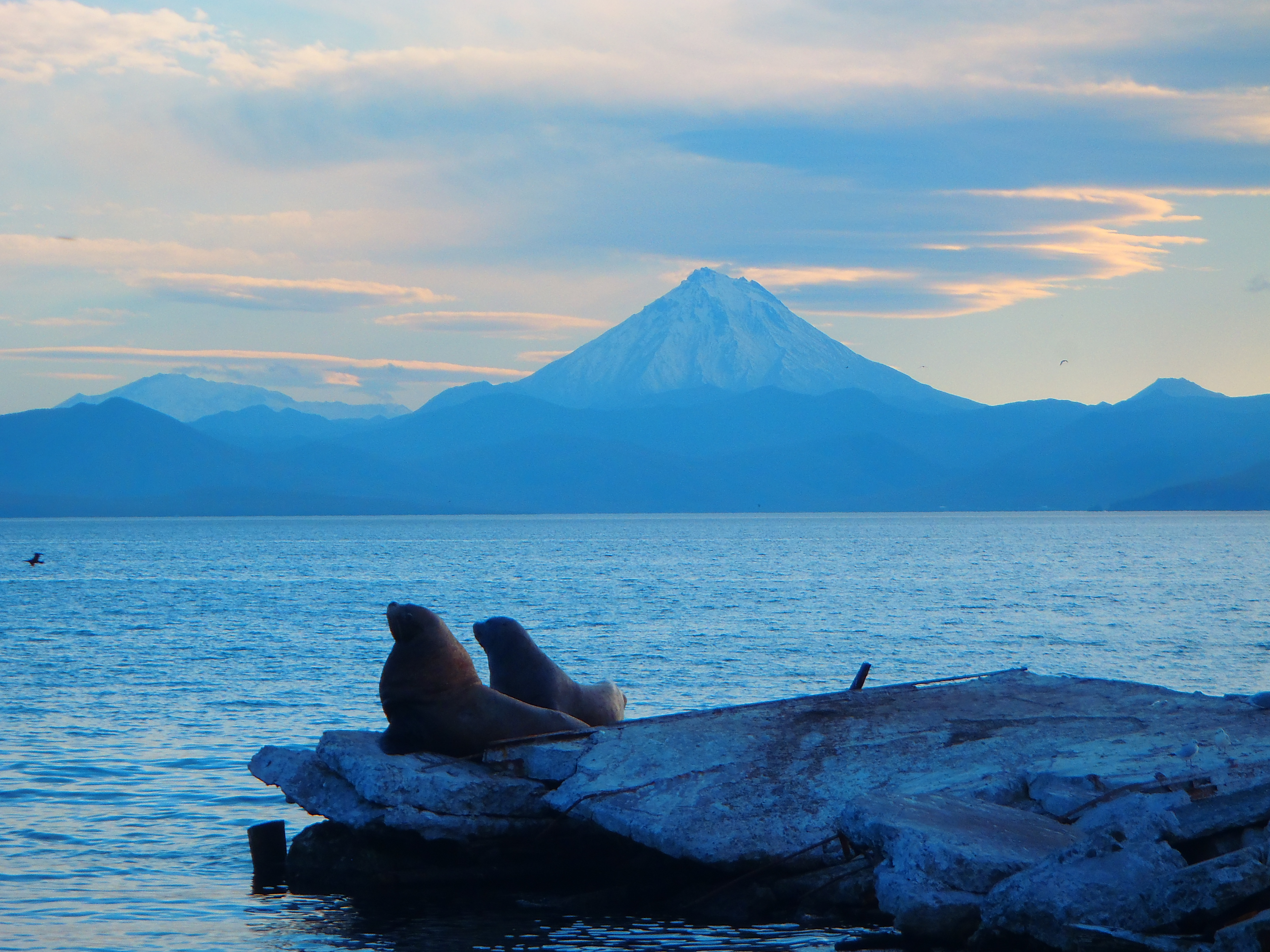
Камчатка. Вид из Авачинской бухты

Окончила факультет журналистики Дальневосточного государственного университета (Владивосток). Журналист Селиванова посещает северные поселки и села, оленеводческие бригады, готовит материалы для СМИ, стараясь вникнуть в проблемы Севера Камчатки
и способствовать их решению.
Изучение фольклора, культуры коренных жителей полуострова, тревога за их судьбу способствовали созданию Натальей Селивановой в 1970—1980 —х годах художественных и проблемных очерков.
Н. Селиванова приняла участие в Первом Всероссийском семинаре молодых литераторов Севера в 1977 году, который проходил в Доме творчества подмосковной Малеевки. Общение с руководителями семинара, настоящими писателями- профессионалами Валерием Васильевичем Дементьевым, Инессой Александровной Бурковой, Владимиром Санги, Георгием Поротовым, Владимиром Коянто, Юрием Рытхэу, Андреем Пассаром, Николаем Шундиком и с молодыми коллегами — все это оказало благотворное влияние на её творчество.
12 апреля 1978 года был опубликован рассказа «Рэм» Натальи Селивановой в еженедельнике «Литературная Россия», который можно назвать её литературным дебютом. Н. Селиванова совмещает творчество с деятельностью в средствах массовой информации. Она заведует отделом культуры областной газеты «Камчатская правда».
Наталья Николаевна занималась в Всероссийской лаборатории театральных критиков. Она стала лауреатом областной журналисткой премии им. В. М. Кручины за серию театроведческих статей о спектакле Камчатского областного драматического театра «Власть тьмы» по пьесе Л. Толстого.
Работает редактором издательства «Камчатский печатный двор», участвует в выпуске газеты «Абориген Камчатки».
В 1993 году Н. Селиванова была принята в члены Союза писателей СССР.
В 1983 году журналист Наталья Николаевна Селиванова была удостоена звания «Заслуженный работник культуры РСФСР».

## Творчество
В разные годы появились рассказы: «В горячем ущелье», «Пурга», «В тундре, под звездами», «Сказки мастерицы», «Туманное утро рыбалки». Эти произведения включаются в сборники издательств: «Современник», «Художественная литература», печатаются в журнале «Полярная звезда».
В 2001 году вышла книга прозы Н. Селивановой «Утро туманной рыбалки». Занималась научной работой: подготовила к печати роман камчатского писателя и поэта Георгия Германовича Поротова «Камчадалы» и возглавляла редакторский коллектив двухтомного издания его «Сочинений».

## Произведения
- Рэм: рассказ // Литературная Россия. — 1978.
- Легенда о кухлянке: рассказ // Литературная Россия. — 1980.
- В горячем ущелье: рассказ // Камчатка: сб. — Петропавловск-Камчатский: Дальневост. кн. из-во, 1982.
- Белые километры: рассказ // Полярная звезда. — 1984.
- В тундре, под звездами: рассказ // Камчатка: сб. — Петропавловск-Камчатский: Дальневост. кн. из-во, 1985.
- Пурга: рассказ // Камчатка: сб. — Петропавловск-Камчатский: Дальневост. кн. из-во, 1988.
- Туманное утро рыбалки: рассказ // Камчатка: сб. — Петропавловск-Камчатский: Дальневост. кн. из-во, 1993.
- Туманное утро рыбалки: рассказы. Из документального. — Петропавловск-Камчатский: Камч. печ. двор. Кн. изд-во, 2001.